# Al-Azizijja (Irak)
Al-Azizijja (arab. العزيزية) – miasto w Iraku, w muhafazie Wasit. W 2009 roku liczyło 44 868 mieszkańców.